# Adam van Koeverden
Adam van Koeverden (Toronto, Ontário, 29 de janeiro de 1982) é um canoísta canadiano especialista em provas de velocidade.

## Carreira
Foi vencedor da medalha de Ouro em K-1 500 m em Atenas 2004.
Foi vencedor das medalhas de Prata em K-1 500 m e em K-1 1000 m em Pequim 2008 e Londres 2012, respetivamente.
Foi vencedor da medalha de Bronze em K-1 1000 m em Atenas 2004.